# 美しき日々
『美しき日々』（うつくしきひび、原題：아름다운 날들）は、2001年3月14日から5月31日まで韓国のSBSで放送されたテレビドラマ。全24話。
日本では『冬のソナタ』に引き続き、2003年9月25日から2004年3月25日までNHK衛星第2で放送され、地上波では2004年10月2日から2005年4月2日までNHK総合の韓国ドラマシリーズ枠で放送された。

## あらすじ
孤児院育ちの義姉妹であるキム・ヨンスとキム・セナ、レコード会社社長の後継ぎ息子として生まれたイ・ミンチョル、その社長の再婚相手の連れ子イ・ソンジェ。韓国音楽業界を背景に、様々な境遇に置かれた4名の若者を描いたストーリー。

## 登場人物
イ・ミンチョル
演 - イ・ビョンホン
本作の主人公。韓国のレコード会社の大手「ビクトリーレコード」の御曹司で、やり手の企画室長。29歳。亡き母を裏切った父ソンチュンとその後妻のミョンジャを許せず、ソンジェの存在に深く傷ついてしまった事から、深い孤独を抱えている。父ソンチュンがソンジェの実父であるイ・ヨンジュンを殺害したという事実を知り、ヨンスとの別れを決意しビクトリーレコードを辞め家出する。ビクトリーレコード倒産後は、起業して再出発する。
キム・ヨンス
演 - チェ・ジウ
本作のヒロイン。27歳。幼い頃に両親を亡くし、孤児院『恩恵院（ウネウォン）』でセナと知り合い、姉妹の関係を結んだだけで、実際の姉妹ではないものの、恩恵院で育つ。しかし、再会しようとした日に交通事故に遭いセナと生き別れ、彼女が非行に走る原因を作ってしまう。5年後に歌手志望だったセナを探すため、通っていた美大を休学してビクトリーレコードでアルバイトを始め、ナレと知り合う。また、住み込みでミンチョルの妹ミンジの家庭教師も兼任していた。後に上司のミンチョルと恋人同士になり、アルバイトを辞め、ビクトリーレコード倒産後もミンチョルの事を「室長」と呼んでいる。健気で芯が強い。
終盤でミンチョルと結ばれるものの慢性骨髄性白血病に侵され命の危機にさらされるが、日本の骨髄バンクから提供された骨髄を移植して完治した。
イ・ソンジェ
演 - リュ・シウォン
26歳。ミンチョルの異母弟とされていたが、実際は血はつながっていない。実父は明音（ヨンウム/ミョンウム）レコード社長のイ・ヨンジュンであるが後に義父となるイ・ソンチュンによって殺害されている。母ミョンジャの再婚と共にイ家に入り、家族不和の元凶が自分である事に罪悪感を持つ。ソンチュンに反対され、好きな音楽の道を諦め、医大に進学した。母想いで優しい。ヨンスとセナには幼少期にソンチュンに連れられ、恩恵院で一度彼に会っており、ソンジェが運転するバイクによる接触事故でセナと偶然再会する。自身の出生の秘密を知った後、家を飛び出し大学も辞め、セナのプロデューサーとなる。後にヤン・ギョンヒに社長の椅子を託される形でミューズレコードの社長に就任。
キム・セナ
演 - イ・ジョンヒョン
22歳。ヨンスの義妹で、彼女と共に恩恵院で育った。恩恵院で、熱湯を持っていたヨンスに偶然激突し、右肩に大火傷を負う。恩恵院を出て自立したヨンスとソウルタワーで再会する約束を交わすが、その約束の日にヨンスが交通事故に遭って病院に搬送された事実を知らず再会は実現しなかった。その事によって約束を破って姉に裏切られたと誤解、ヨンスを裏切り者呼ばわりしておりその事で非行に走ってしまうが、後に和解する。幼い頃から歌手に憧れその夢に向かって猛進しており、ZEROを尊敬しているのもその一つ。恩恵院を出た後の5年間、メン・ホテが経営するスナック「ピカソ」に居候するが、ミンジらの態度に逆上したセナの放火が原因で追い出される。ソンジェとは恩恵院で幼少期に一度出会っており、彼が運転するバイクによる接触事故で再会。後に歌手になる夢を実現させミューズレコード所属のアイドルとしてデビューするも、その矢先に過去にピカソでホテと同棲していたというゴシップ記事が出回り、ラジオ番組を降板されるなど業界から一時的に干される。最終話の終盤で活動を再開し、復帰ライブでセナと白血病を完治したヨンスが抱き合う場面で物語は終わる。
カン・ナレ
演 - イ・ユジン
ヨンスの親友。芸能マネージャーを夢見てビクトリーレコードで働く。友達思いで情に厚く、面倒見のよいヨンスにとって、頼りになる姉貴的な存在である。ヨンスとはピザ屋のアルバイトで知り合う。後に歌手となったセナのマネージャーとなる。
イ・ミンジ
演 - シン・ミナ
ミンチョルの妹。22歳。父ソンチュンの後妻のミョンジャとソンジェを憎み、実兄であるミンチョルだけを頼りにしている。物語の後半では彼女の家庭教師をしていたヨンスにも心を開くようになり、ミンチョルとヨンスが結婚した後はヨンスの義妹になった事で彼女を姉と慕うようになる。絵画が得意。
イ・ソンチュン
演 - イ・ジョンギル
ミンチョルとミンジの実父でソンジェの義父。ビクトリーレコードの社長。ヤン・ミミ（ヤン・ギョンヒ）の大麻疑惑を巡ってソンジェの実父イ・ヨンジュンと激しく対立した際にトロフィーでヨンジュンを正当防衛という形で撲殺してしまい、チャン・ポンダルと共に交通事故として偽装するも、後にその事実が公となりそれが原因でビクトリーレコードは倒産。その後は自宅を手放し、ミンチョルとミンジと一緒にアパートで暮らす。
チャン・ミョンジャ
演 - イ・ギョンジン
ソンジェの実母でミンチョルとミンジの義母。元夫イ・ヨンジュンの死後、幼いソンジェを連れてソンチュンと再婚する。後に元夫がソンチュンに殺害された事実を知り自宅で自殺する。
ヤン・ギョンヒ / ヤン・ミミ
演 - イ・フィヒャン
ミューズレコードの社長。過去に明音レコードの看板歌手ヤン・ミミとして活動しており社長のイ・ヨンジュンを先生と慕っていたが、大麻疑惑で歌手生命を絶たれる。歌手引退後はアメリカに住んでいた。後にミューズレコードをソンジェに託し、再び渡米する。
ZERO（ゼロ）
インターネット上だけで音楽活動をする謎の覆面歌手。セナが尊敬するアーティストである。その正体はソンジェである。
メン・ホテ
演 - ソン・ドンイル
セナが自立した後に住み込みで働いていたスナック「ピカソ」のマスター。
オ・ジョンフン
演 - イ・サンウ
ソンジェの高校時代の先輩。
など

## 日本語吹き替え
- イ・ミンチョル（イ・ビョンホン）：高橋和也
- キム・ヨンス（チェ・ジウ）：田中美里
- イ・ソンジェ（リュ・シウォン）：森岡弘一郎
- キム・セナ（イ・ジョンヒョン）：本名陽子
- カン・ナレ（イ・ユジン）：山辺有紀
- イ・ミンジ（シン・ミナ）：弓場沙織
- イ・ソンチュン（イ・ジョンギル）：坂口芳貞
- ヤン・ギョンヒ＜歌手名：ヤン・ミミ＞（イ・フィヒャン）：富本牧子
- チャン・ミョンジャ（イ・ギョンジン）：宮寺智子
- イ・ヨンジュン（ハ・ジェヨン）：牛山茂
- ヤン・グムスク（オ・スンウン）：林智恵
- オ・ジョンフン（イ・サンウ）：佐藤亮太
- キ・チャン（ト・ギソク）：川島得愛
- ユンジュ（イ・ジフィ）：原千果子
- キュソク（キム・ドンヒョン）：滝知史
- メン・ホテ(ソン・ドンイル) ：咲野俊介
- チャン・ポンダル（チャン・ポギュ）：後藤哲夫

## スタッフ
- 脚本：ユン・ソンヒ[2]
- 演出：イ・ジャンス[2]
- 制作：キム・ジョンハク・プロダクション[2]

## 音楽
- 「約束」「Good bye」「Behind You」リュ・シウォン
- 「Heaven」イ・ジョンヒョン
- 「約束」「その日までさよなら」「For You」「あなたの後ろで」Zero
- 「Remembering Me」S.E.N.S.

## 製作
設定によれば当初ヨンスは白血病で病死する予定だったが、白血病になった事を知った視聴者からハッピーエンドを迎えたいという声が寄せられ、骨髄移植によって完治するという設定に変えられた。

## 反響
韓国では、最高視聴率は35.9%を記録した。
ソンジェを演じるリュ・シウォンは、本作の演技で高い評価を受けた。韓国では、ヒロインのキム・ヨンスがイ・ミンチョルとイ・ソンジェのどちらを選ぶのかが話題となり、ネット上で論争が起きた。

## 放送・サブタイトル
- 1「門出」
- 2「誤解」
- 3「絆」
- 4「新たな歩み」
- 5「母の面影」
- 6「運命」
- 7「ZEROの正体」
- 8「嫉妬」
- 9「恋の芽生え」
- 10「失意」
- 11「対立」
- 12「暴露」
- 13「確執」
- 14「新人対決」
- 15「断絶」
- 16「婚約の日」
- 17「絶望」
- 18「苦悩」
- 19「崩壊」
- 20「嘘」
- 21「告白」
- 22「結婚」
- 23「再出発」
- 24「奇跡」

日本ではNHK以外に、2007年9月19日から10月25日までCBCで、2009年1月5日からITVで放送された。

## CD・DVD

### CD
- 美しき日々 / Beautiful Days - Tv Soundtrack（韓国盤） - スクリーンセーバーがある。初期の韓国版にはイ・ビョンホンの歌が収録されていた。
- 美しき日々 / Beautiful Days（日本盤） - 日本語訳の歌詞カードがある。

※ジャケットデザインに差異があり、日本版には韓国版の特典が収録されていない。
- Sound. Earth. Nature. Spirit. ～ vol.SOUND（S.E.N.S.） - 「Remembering Me」を収録。

### DVD
- 美しき日々 Vol.1-8
- 美しき日々 DVD-BOX 1 - Vol.1-4が1セット
- 美しき日々 DVD-BOX 2 - Vol.5-8が1セット

## 日本ツアー
2005年3月8日からは日本各地でドラマ本編の映像と歌曲を組み合わせたコンサートツアーが行われた。
2005年5月6日、7日には東京国際フォーラムでイ・ビョンホン、チェ・ジウをはじめとする主要キャストが参加したファイナル・コンサートが開催された。「美しき日々コンサート」のファイナルの様子は、2005年6月26日にNHKBS2で放送された。

## その他
- 第1回に オム・ジョンファが本人役でゲスト出演している。
- S.E.N.S.の「Remembering Me」が劇中で使われているが、これは無断使用であり、NHKが放送する際に問題となった。サウンドトラックには未収録。日本放映後、この曲と共にS.E.N.S.の認知度も上がり、各地で開催された「美しき日々コンサート」にも参加している。
- 劇中歌「約束」は、歌いだしが尾崎豊「I LOVE YOU」のサビ、サビがDEEN「このまま君だけを奪い去りたい」のサビに似ていると言われている[要出典]。
- 覆面歌手ZEROのモデルはZARDとされている[要出典]。第6話にミンチョルが「ZEROと同じように世間に露出せずに大ヒットを続けるアーティストが日本にもいる」としてZARDの事を示唆するシーンがある。